# 中小企業等協同組合
中小企業等協同組合（ちゅうしょうきぎょうとうきょうどうくみあい）は、中小企業等協同組合法に定められている以下の協同組合の総称である。主に力の弱い中小企業の経済的地位向上を図るために組織化されている。業界団体として活動することも多い。

## 種類
事業協同組合
組合員である中小企業の事業について、相互扶助により、協同して事業を行うことにより、中小企業の経営合理化及び取引条件の改善を図ることを目的とするもので、次のような事業を行うことができる。
- 生産、加工、購買、受注、保証、研究開発等を共同事業として行う事業
- 組合員用福利厚生施設の設置、組合員への事業資金の貸付、組合員の事業への債務保証、組合員の経済的地位改善のための団体協約の締結等の事業

組合員である中小企業等のためにする火災共済事業を専門的に行うことができる。
事業協同小組合（従業員5人以下、商業、サービス業は従業員2人以下）
加入できるのは主として個人営業を営む事業者となる以外は、事業協同組合との大きな差はない。また、小組合として事業協同組合に加入できる。
協業組合
組合員になろうとする中小企業者が、従来から営んでいた事業の一部又は全部を組合の下に共同経営して、事業規模の適正化による生産性の向上を図ろうとする組合組織。
信用協同組合（信用組合）
組合員である中小企業等のためにする金融事業を専門に行うことを目的とする。
協同組合連合会
上記3種の組合の上部団体として機能することを目的とする。
企業組合
特定の事業を行うため、自然人が集まって組織するもの。

## 記号
企業組合を表す㈽が「全角括弧付き企」としてUnicodeに含まれている。
| 記号 | Unicode | JIS X 0213 | 文字参照          | 名称                                              |
| ---- | ------- | ---------- | ----------------- | ------------------------------------------------- |
| ㈽   | U+323D  | -          | &#x323D; &#12861; | 全角括弧付き企 PARENTHESIZED IDEOGRAPH ENTERPRISE |
| ㊭   | U+32AD  | -          | &#x32AD; &#12973; | 丸企 CIRCLED IDEOGRAPH ENTERPRISE                 |